# Súng trường tự động Kalashnikov
Súng trường tự động Kalashnikov (Автомат Калашникова (chữ Kirin, viết thường) hoặc Avtomat Kalashnikov (chữ Latinh), viết tắt là АК, ак hay AK) là một trong những súng trường tấn công (theo phân loại của NATO) hoặc súng tiểu liên (theo phân loại của khối xã hội chủ nghĩa) thông dụng nhất của thế kỷ XX, được thiết kế bởi Mikhail Kalashnikov. Tên gọi thông dụng của súng là AK-47. Theo phân loại của khối xã hội chủ nghĩa, AK-47 thuộc loại súng tiểu liên, họ súng máy. Theo phân loại của NATO, AK-47 thuộc loại súng trường tấn công, cũng thuộc họ súng máy.
Cho đến đầu thế kỷ XXI, dù đã có hơn 70 năm tuổi thọ nhưng AK-47 và các phiên bản của nó vẫn là thứ vũ khí được ưa chuộng nhất, được lựa chọn là vũ khí tiêu chuẩn bởi trên 50 quân đội, ngoài ra nó còn phục vụ rất nhiều các lực lượng vũ trang, du kích khác tại hơn 100 quốc gia trên thế giới. Chi phí sản xuất, chi phí bảo dưỡng đều rất thấp, độ tin cậy, hiệu quả, độ bền bỉ rất cao trong điều kiện chiến đấu khắc nghiệt của loại súng này làm cho nó trở thành loại vũ khí cá nhân thông dụng nhất thế giới. Tầm bắn hiệu quả nhất của AK-47 trong khoảng 400 m, chuyên dùng để tác chiến tầm ngắn và tầm trung., các phiên bản mới hơn có thể đạt tầm bắn hiệu quả xa hơn, khoảng 500 m.
Một số người vẫn cho rằng AK-47 đã chịu ảnh hưởng từ khẩu StG-44 của Đức Quốc xã, bởi 2 loại súng này có một số điểm giống nhau về ngoại hình. Nhưng thực ra, cơ chế hoạt động của 2 mẫu súng rất khác nhau: cơ chế trích khí của AK-47 khác biệt hoàn toàn, và AK-47 sử dụng khóa nòng xoay còn StG-44 dùng khóa nòng trượt. Cuộc thi thiết kế súng dẫn đến sự ra đời của AK-47 đã được tổ chức từ năm 1943, trước cả khi khẩu StG-44 xuất hiện. 
Với những ảnh hưởng của mình, AK-47 được gọi là một biểu tượng trong quân sự, một thứ vũ khí làm thay đổi bộ mặt chiến tranh. Hiện tại súng AK-47 đang là vũ khí cá nhân tiêu chuẩn cho quân đội của hơn 60 quốc gia trên thế giới. Rất nhiều quốc gia khác nữa sử dụng AK-47 cho các lực lượng cảnh sát, biên phòng. AK-47 còn là lựa chọn của các lực lượng nổi dậy và tội phạm trên khắp thế giới do độ bền rất cao và giá thành lại rẻ. Ngay cả ở Hoa Kỳ, nơi chế tạo ra loại súng đối thủ là M16, AK-47 cùng với các biến thể của nó (như mẫu shotgun như Saiga 12K) vẫn bán rất chạy trên thị trường súng dân sự Mỹ với số lượng hàng triệu khẩu đã được bán, tương đương số lượng súng AK-47 và các biến thể của nó mà quân đội Nga và cảnh sát Nga đang sở hữu.
AK-47 là nền tảng để Liên Xô (sau này là Nga) nghiên cứu và phát triển thành các biến thể hiện đại hóa như: АKM, RPK, AK-74, RPK-74, AN-94, AK-103, AK-107, AK-12, RPK-16,... các phiên bản hiện đại hóa được làm bằng vật liệu nhẹ với công nghệ chế tạo hiện đại hơn và được trang bị thêm các phụ kiện như kính ngắm chấm đỏ, kính ngắm quang học, súng phóng lựu, nòng giảm thanh,.... Các quốc gia khác cũng phát triển một loạt mẫu súng mới dựa trên nền tảng của AK-47 như Galil ACE (Israel và Việt Nam), Rk 95 Tp (Phần Lan), Karabinek szturmowy wz. 1996 Beryl (Ba Lan), Zastava M21 (Serbia), K-56 (Trung Quốc và Việt Nam) và STL-1A, GK1, GK3 (Việt Nam).

## Lịch sử

### Bối cảnh
Trong Chiến tranh thế giới thứ hai, Đức Quốc Xã phát triển mẫu súng trường tấn công, dựa vào nghiên cứu cho thấy đa số cuộc đấu súng xảy ra ở cự ly gần, trong vòng 350 m. Uy lực của súng trường Karabiner 98k là quá mạnh (tầm bắn hiệu quả là 800 m) nhưng tốc độ bắn lại quá chậm cho đa số cuộc đấu súng ở cự ly gần (tối đa 30 phát/phút). Súng tiểu liên MP-40 bắn nhanh, mật độ hỏa lực cao nhưng tầm bắn lại ngắn (chỉ khoảng 50 – 100 m). Kết luận của các nhà quân sự Đức Quốc Xã là cần sáng chế một loại súng kết hợp giữa súng trường và súng ngắn liên thanh có các tính năng cơ bản như hộp tiếp đạn có sức chứa lớn, hỏa lực dày và chính xác với tầm bắn trung bình có hiệu quả đạt đến 350 m. Súng tiểu liên StG 44 (MP-44) được ra đời, không dùng đạn nhẹ đầu tròn như MP-40 nữa mà chuyển sang dùng loại đạn 7,92x33 mm là loại đạn đầu nhọn có liều thuốc phóng lớn hơn.
Tuy nhiên, trong lịch sử, StG 44 không phải là loại súng đầu tiên có những tính năng này. Khẩu Fedorov ra đời trước đó (1916) đã mang trong mình thiết kế của súng trường tấn công. Fedorov sử dụng cỡ đạn trung bình 6,5x50 mm giúp giảm giật, khiến cho khẩu súng bắn nhanh và có thể vừa chạy vừa bắn, nhưng vẫn đảm bảo sức công phá và tầm bắn hơn rất nhiều so với súng ngắn liên thanh. So với tiêu chuẩn của súng trường tấn công ngày nay, StG-44 vẫn chưa hoàn chỉnh: tầm bắn hiệu quả vào khoảng 300 m (cao hơn súng tiểu liên nhưng thấp hơn súng trường tấn công tiêu chuẩn), không có ốp lót tay (xạ thủ phải nắm lấy băng đạn do không thể cầm vào phần đầu nòng súng dễ bị nóng khi bắn lâu, khiến việc lấy điểm ngắm ở cự ly xa trở nên khó khăn). Tuy nhiên, thiết kế của StG-44 là rất hoàn hảo trong giai đoạn cuối của Chiến tranh thế giới thứ hai, tạo ra ưu thế cho lính Đức Quốc Xã trước các loại súng trường bắn phát một hoặc súng ngắn liên thanh thời đó của bộ binh đối phương. Điều này khiến ban lãnh đạo Liên Xô quyết định nghiên cứu, chế tạo ra mẫu súng trường tấn công của họ.

### Vài nét về tác giả và quá trình sáng chế
Mikhail Timofeyevich Kalashnikov (Михаил Тимофеевич Калашников) bắt đầu sự nghiệp thiết kế súng từ năm 1942, khi ông đang dưỡng thương trong bệnh xá vào thời gian diễn ra chiến dịch Bryansk. Sau khi nhận thấy những bất ổn trong thiết kế súng tiểu liên, ông tham gia vào cuộc thi vũ khí mới sẽ sử dụng đạn 7,62x41 mm được phát triển bởi Elisarov và Semin vào năm 1943. Lúc đó, Hồng Quân đang mở một cuộc thi thiết kế một loại súng mới với yêu cầu là đáng tin cậy trong môi trường lầy lội, ẩm ướt và giá lạnh của Liên Xô, Kalashnikov tham gia.
Ông thiết kế một mẫu súng carbine dựa trên phần lớn thiết kế khẩu súng M1 Garand của Hoa Kỳ, và mẫu này thua mẫu của Sergei Gavrilovich Simonov (mẫu súng của Simonov sau này trở thành khẩu SKS/CKC). Cùng thời gian đó, quân đội Xô Viết cũng bắt đầu quan tâm với việc phát triển một loại súng trường tấn công thực thụ, sử dụng đạn M43 có kích thước ngắn hơn. Mẫu thiết kế đầu tiên của kiểu súng này được Aleksei Sudayev giới thiệu năm 1944 với tên AS-44. Tuy nhiên trong các cuộc thử nghiệm nó bị đánh giá là quá nặng nề và nòng súng của nó bị nóng lên rất nhanh. Sudayev qua đời vì bị ung thư dạ dày vào năm 1946, nên trước khi qua đời một thời gian, ông đã chỉ định Kalashnikov tiếp quản chương trình này. Một cuộc thi thiết kế khác được tổ chức vào hai năm sau đó, và lần này đội thiết kế của Kalashinkov lại tiếp tục đăng ký tham gia. Đó là một khẩu súng trường hoạt động dựa trên nguyên tắc trích khí và khóa nòng mở để nạp đạn giống như mẫu carbine năm 1944 của ông, cùng với một hộp đạn cong chứa 30 viên.
Các mẫu súng của ông (ký hiệu AK-1 và AK-2) đã tỏ ra đáng tin cậy và vượt lên mẫu của các đối thủ khác, lọt vào vòng 2 của cuộc thi cùng với các mẫu thiết kế AB-47 của Bulkin và AD-47 của Dimentiev. Cuối năm 1946, khi các khẩu súng bắt đầu được thử nghiệm, một trong những trợ lý của Kalashnikov là Aleksander Zaytsev đề xuất một sự cải tổ lớn đối với thiết kế АК-1 của Kalashnikov với mục đích nâng cao độ tin cậy của súng. Lúc đầu, những người lính Hồng Quân nhận khẩu AK-1 từ Kalashnikov một cách miễn cưỡng. Họ đã quen đối phó với đối thủ bằng khẩu súng trường (hoặc súng tiểu liên) trong tay. Tuy nhiên, Aleksander Zaytsev đã thuyết phục được họ, kết quả là khẩu súng mới đã để lại một chùm lỗ thủng trên bia và vượt qua bài bắn kiểm tra tại trường bắn thử nghiệm. Cũng từ đây, súng trường tấn công Kalashnikov mẫu 1947 đã chứng tỏ được sự đáng tin cậy, tính đơn giản của nó và bắt đầu được trang bị cho Quân đội Xô Viết từ năm 1949 với cái tên Súng trường tự động Kalashnikov (Автомат Калашникова), gọi tắt là AK, cỡ nòng 7,62mm.

### Nguyên lý thiết kế
Mặc dù nhà thiết kế Mikhail Kalashnikov đã phủ nhận rằng khẩu AK-47 được ông thiết kế dựa trên khẩu StG 44 của người Đức Quốc Xã, nhưng một số người vẫn cho rằng AK-47 đã chịu ảnh hưởng từ thiết kế của StG-44 khi xét về mặt bề ngoài, cả hai khẩu súng này đều đặt ống trích khí ở ngoài ốp tay trên trong khi M-16 của Mỹ thì để trong ốp tay trên. Trên thực tế, cơ chế đóng khóa nòng của AK-47 khác biệt hoàn toàn so với StG 44. AK-47 sử dụng khóa nòng xoay còn StG-44 dùng khóa nòng trượt. Sau khi viên đạn bay ra khỏi nòng, cả AK-47, M-16 và StG-44 đều trích lại một phần khí, phần khí này sẽ đẩy bệ khóa nòng ra sau; đối với AK-47 và M-16, bệ khóa nòng sau khi bị đẩy ra sau sẽ làm xoay thoi đẩy trước khi thoi đẩy đẩy nạp viên đạn tiếp theo vào ổ súng; đối với StG-44, bệ khóa nòng bị đẩy về sẽ kéo thoi đẩy về cùng 1 lúc để tạo khoảng trống để viên đạn tiếp theo được nạp vào ổ súng. Về hệ thống lò xo, kim hỏa và cơ chế tháo lắp hộp khóa nòng thì StG-44 thậm chí còn giống M-16 của Hoa Kỳ hơn là giống AK-47.
AK-47 đúng là đã tích hợp được những đổi mới công nghệ súng trường so với trước đó: quá trình điểm hỏa được thực hiện bằng bệ khóa nòng lùi có lò xo đẩy về, sử dụng cụm khóa nòng kiểu then xoay như khẩu M1 Garand/M1 Carbine. Nhóm thiết kế của Kalashnikov có điều kiện tiếp cận tất cả các loại vũ khí này và họ không việc gì phải "sáng chế lại cái bánh xe".
Kalashnikov kể lại:
| “                      | Nhiều binh sĩ Quân đội Xô Viết hỏi tôi rằng làm thế nào để có thể trở thành một nhà thiết kế, và làm thế nào để thiết kế được vũ khí mới. Câu hỏi này quả là khó trả lời. Mỗi nhà thiết kế có con đường riêng của mình, những thành công và thất bại của riêng mình. Nhưng có một thứ rõ ràng: trước khi cố gắng tạo ra cái gì đó mới, hãy bằng cảm nhận xem nó quan trọng sống còn đối với mọi thứ đã có trong lĩnh vực này hay không. Chính tôi đã cảm nhận được như vậy qua rất nhiều trải nghiệm của bản thân. | ” |
| — Mikhail Kalashnikov, | |   |

AK-47 được thiết kế với tiêu chí là độ tin cậy phải cao, bảo trì phải thật dễ dàng. Kể cả trong điều kiện chiến đấu rất khắc nghiệt, từ bùn lầy, cát bụi cho tới băng tuyết, xạ thủ vẫn chắc chắn rằng khẩu AK-47 của họ sẽ luôn khai hỏa được. Một câu chuyện nổi tiếng kể rằng: một viên trung tá quân đội Mỹ đi cùng nhà báo chiến trường David Hackworth tìm thấy một khẩu súng AK-47 bị chôn vùi dưới bùn đã hơn một năm, các bộ phận bằng kim loại của súng đã bị nước làm rỉ sét hoàn toàn, vậy mà nó vẫn khai hỏa được mà không bị kẹt đạn cũng như không cần chùi rửa gì.
Trong khi khẩu súng M16 của Mỹ cần những loại dầu cùng thiết bị bảo dưỡng đặc biệt thì việc bảo dưỡng khẩu AK-47 rất đơn giản. Chỉ cần lấy một sợi dây giầy, thắt vài nút, nhúng vào dầu máy và kéo qua nòng súng. Do vậy, AK-47 rất thích hợp với những đội quân "nhà nghèo" hoặc du kích, vốn không có điều kiện bảo dưỡng vũ khí thường xuyên.

### Phát triển

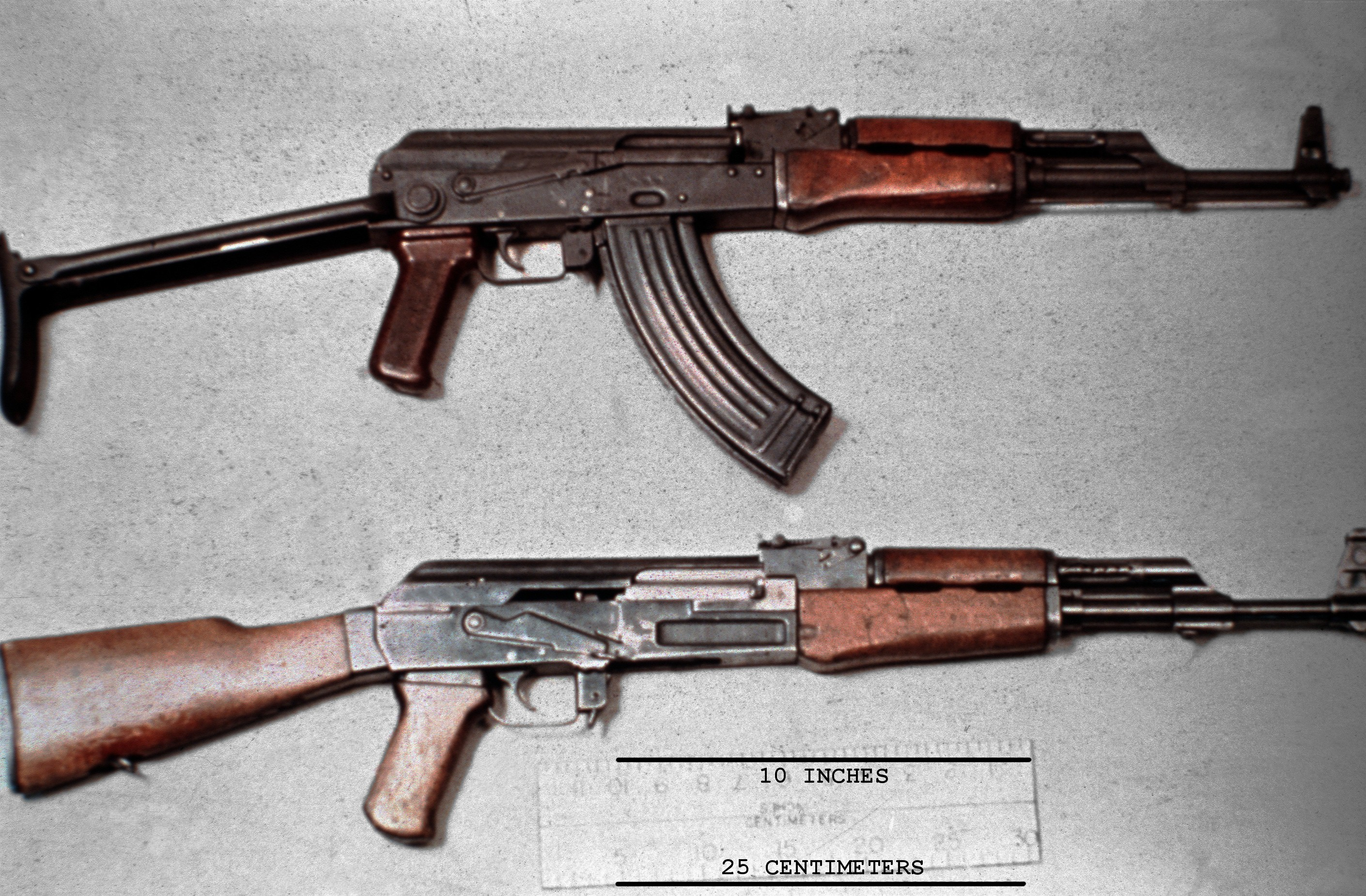
AKMS Kiểu 4B (trên), với một khẩu Kiểu 2A

Giai đoạn sản xuất ban đầu đã có những khó khăn. Trong mẫu súng đầu tiên, tấm kim loại mỏng của bộ phận đẩy khóa nòng thường hay bị bật ra. Khó khăn cũng xuất hiện khi thanh dẫn hướng được gia công bằng phương pháp hàn thường gây ra hiện tượng trượt lẫy. Những nhà sáng chế không dừng lại, họ thay tấm kim loại mỏng có tác dụng giảm giật bằng một khối kim loại nặng hơn. Quá trình thay thế này gây nên một số tốn kém nhất định nhưng bù lại, khi sử dụng bộ phận đẩy về bằng tay của khẩu Mosin-Nagant trước đây, nó vẫn hoạt động đủ nhanh và đủ chắc chắn. Bộ phận đẩy về của khẩu súng trường này được gia công lại và thay thế vào đó. Đây là một trong những nguyên nhân làm cho Liên Xô không thể trang bị nhiều súng mới cho quân đội trước năm 1956. Trong thời gian này, súng trường CKC vẫn tiếp tục được sản xuất.
Một khi những khó khăn trong sản xuất đã được khắc phục, phiên bản thiết kế lại có tên AKM (M là chữ cái đầu tiên của từ "Modernizirovanniy", có nghĩa "hiện đại hoá" hoặc "nâng cấp" theo phiên âm tiếng Nga) được đưa vào sản xuất và trang bị năm 1959. Mẫu mới này sử dụng tấm kim loại che bộ phận đẩy về hình vát nghiêng, khuyết cạnh trên vị trí cuối nòng súng, lắp thêm bộ phận giảm giật ở miệng nòng. Ngoài ra, bộ phận hãm búa đập được chế tạo thêm để ngăn vỏ đạn không bắn vào xạ thủ khi chốt khóa nòng liên tục đóng mở trong chế độ bắn nhanh, tự động điểm hỏa. Đây là cũng là điều đôi khi xem như "giải pháp tình thế", hoặc là một "sự đánh đổi", có ảnh hưởng làm giảm nhịp bắn mỗi phút trong chế độ bắn tự động. Nó cũng làm cho súng nhẹ đi gần một phần ba so với mẫu trước đó.
Việc sản xuất AK ở nước ngoài kể cả có giấy phép và không có giấy phép diễn ra khá phổ biến, trong đó nhiều nhất là mẫu AKM. Một phần do thương hiệu sản phẩm dễ hấp dẫn khách hàng nên mẫu này thường có số lượng chế tạo lớn hơn. Tất cả súng trường dựa trên thiết kế súng AK thường bị quy là AK-47S ở miền Tây, mặc dù đây chỉ là sửa đổi súng trường với 3 sản phẩm ban đầu đã được đưa ra sử dụng. Ở đa số các quốc gia thuộc khối Đông Âu, hiểu biết về vũ khí đơn giản chỉ cần là "súng AK". Tấm hình phía trên bên phải minh họa sự khác biệt giữa kiểu sản phẩm thứ 2 nguyên bản và kiểu sản phẩm thứ 4 có thương hiệu, bao gồm sử dụng đinh tán chứ không phải là mối hàn trên sản phẩm có thương hiệu, cũng như cách tạo những gân sóng nhỏ trên ổ đạn làm cho ổ đạn có độ bền tốt hơn.
Vào năm 1978, Liên Xô bắt đầu thay AK-47 và AKM của họ bằng súng trường thiết kế mới hơn: khẩu AK-74. Loại súng trường mới này và đạn chỉ bắt đầu được xuất khẩu tại các quốc gia Đông Âu khi Liên Xô sụp đổ. Sự kiện nghiêm trọng này đã làm chậm lại việc sản xuất các vũ khí này của các nước trong khối Liên Xô cũ.
| Kiểu      | Mô tả |
| --------- | --- |
| Kiểu 1A/B | Mẫu súng AK-47 nguyên bản. Kiểu 1B cải tiến báng gấp phía dưới. Hai lỗ lớn ở hai bên để lắp báng súng gập. (tên quy ước này được dùng cho tất cả các phiên bản tiếp theo). |
| Kiểu 2A/B | Sử dụng hợp kim được gia công nén dưới áp suất cao. |
| Kiểu 3A/B | Phiên bản tốt nhất, làm từ thép áp lực cao. Phiên bản phổ biến nhất của dòng súng AK-47                                                                                    |
| Kiểu 4A/B | Khẩu AK-47 cải tiến. Sản phẩm được thiết kế hoàn thiện, được sản xuất và sử dụng nhiều nhất trong các kiểu súng trường dòng AK.                                            |

## Các phiên bản của chủng loại súng АК

AKMSU báng xếp, nòng ngắn

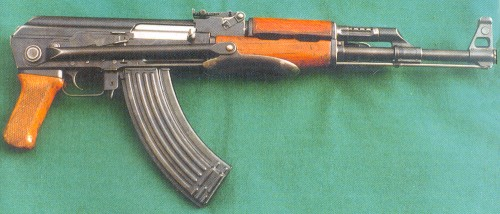
Phiên bản AKS báng xếp

### Các biến thể do Liên Xô và Nga sản xuất
Mặc dù thiết kế vào năm 1947 nhưng quân đội Liên Xô chính thức sử dụng AK-47 vào năm 1949, đến năm 1951 thì toàn bộ quân đội Xô Viết đã sử dụng AK-47. Sau đó, kiểu cải tiến của AK-47 là АKM ra đời vào năm 1959 và được sử dụng rộng rãi vào năm 1961. Năm 1974, kiểu AK-74 ra đời với nhiều cải tiến, đặc biệt là sử dụng cỡ đạn 5,45mm nhỏ hơn nhưng có trọng lượng phần sau đầu đạn lớn hơn phần trước để tăng sức sát thương đối mục tiêu mềm, thay cho cỡ đạn cũ là 7,62mm. Đến năm 1996, khi nhược điểm của loại đạn này thể hiện trong thực tế (sức xuyên phá kém hơn so với đạn 7,62mm), người Nga bắt đầu sản xuất các biến thể dùng lại cỡ đạn 7,62 mm với các mẫu AK mới từ phiên bản АK-103 và hiện nay là phiên bản АK-107.
Để phát triển công nghiệp vũ khí, từ năm 2001, Nga tiếp tục sản xuất song song hai phiên bản AK-107 và АK-108. Trong đó, АK-107 sử dụng đạn tiêu chuẩn Warsawa 5,45x39mm và phiên bản АK-108 có cấu tạo, tính năng như phiên bản АK-107 nhưng thay đổi đường kính nòng để sử dụng đạn tiêu chuẩn NATO 5,56x45mm.
Nhà sản xuất vũ khí lớn nhất của Nga Izhmash đã thiết kế mẫu súng trường Kalashnikov mới thay thế các khẩu АK đã cũ. Loại mới, được gọi là АK-12, có khả năng sử dụng linh hoạt hơn và có gần 20 chi tiết cải tiến so với loại cũ. Các quan chức của Izhmash cho biết, АK-12 có những tính năng đặc biệt, tạo ra sự khác biệt lớn với các loại súng khác và có thể trở thành mô hình cho sự phát triển của súng trường tấn công trong tương lai.
Bộ Nội vụ Nga đã tỏ ý quan tâm đến АK-12 và đã yêu cầu chế tạo hàng trăm khẩu để thử nghiệm. Bộ Quốc phòng Nga thì chưa tỏ ý quan tâm do còn tồn kho đến 7 triệu khẩu АK-74 nên sẽ không có kế hoạch đặt mua thêm bất kỳ loại súng nào trong năm 2012. Loại súng này đã gây ra các cuộc tranh luận vào thời điểm chưa có thông tin nào ngoài hình ảnh được công bố, điểm dễ nhận biết nhất của АK-12 so với AK-47 và АK-74 nhất là phần ray để gắn các phụ kiện nhưng báo chí Nga cho rằng chi tiết này chẳng có gì mới so với các súng trường tấn công M16 của Mỹ, IMI Negev của Israel hay các sản phẩm của Đức, và như vậy có đủ để gọi là súng thế hệ thứ năm hay chưa. Việc thử nghiệm АK-12 do Bộ Nội vụ tiến hành đã cho kết quả rất tốt.
Năm 2012, Hãng sản xuất AK của Nga Izhmash đã suýt chút nữa tuyên bố phá sản do tình hình tài chính bi đát. Vào năm 2011, Izmash lỗ hơn 80 triệu USD với sản lượng sản xuất giảm đến 45% về giá trị. Lý do quan trọng nhất là AK-47 bị sản xuất lậu ở khắp nơi trên thế giới với số lượng lớn và rẻ hơn nhiều so với mua chính hãng tại Nga. Trên thị trường vũ khí toàn cầu thì tràn ngập AK được sản xuất lậu ở các nước như: Belarus, Bulgari, Romania, Serbia, ở các quốc gia châu Phi... và đặc biệt là ở Trung Quốc. Sau đó, công ty đã sáp nhập và trở thành một chi nhánh của tập đoàn nhà nước Rostexnology của Nga để tái cơ cấu và tiếp tục sản xuất cũng như tiếp tục nghiên cứu phát triển các mẫu mã mới.

### Thông số cơ bản và tính năng của một số phiên bản AK
| Phiên bản       | Thời kỳ      | Đặc điểm | Kích thước ф đầu đạn х độ dài đạn (mm) | Độ dài toàn bộ/ Độ dài khi gập báng (mm) | Chiều dài nòng súng (mm) | Trọng lượng (với hộp đạn rỗng) (kg) | Tốc độ bắn lý thuyết (phát/phút)                  | Tầm bắn sát thương | Sơ tốc đầu đạn m/giây |
| --------------- | ------------ | --- | -------------------------------------- | ---------------------------------------- | ------------------------ | ----------------------------------- | ------------------------------------------------- | ------------------ | --------------------- |
| AK-47           | Liên Xô      | Phiên bản gốc | 7,62×39                                | 870                                      | 415                      | 4,3                                 | 600                                               | 800                | 710                   |
| АKM             | Liên Xô, Nga | Phiên bản cải tiến vỏ máy súng, nòng, bộ phận ngắm và các bộ phận gỗ; thêm chụp đầu nòng bù giật làm tăng hiệu quả chụm đạn khi bắn liên thanh.                                                                                         | 7,62×39                                | 870                                      | 415                      | 3,14                                | 600                                               | 1000               | 715                   |
| AK-74           | Liên Xô, Nga | Phiên bản của Nikonov, dùng loại đạn mới 5,45×39mm | 5,45x39                                | 870                                      | 452                      | 3                                   | 600-713                                           | 510                | 800                   |
| AKS74U          | Liên Xô      | Phiên bản AK-74 nòng ngắn, báng xếp cho lính dù | 5,45x39                                | 700                                      | 400                      | 2,9                                 | 600-750                                           | 510                | 800                   |
| AK74M           | Liên Xô      | Phiên bản AK-74 cải tiến | 5,45x39                                | 870                                      | 440                      | 2,1                                 | 720                                               | 799                | 800                   |
| AK-101          | Nga          | Phiên bản xuất khẩu | 5,45x39                                | 700                                      | 449                      | 2                                   | 700-830                                           | 789                | 800                   |
| AK-102          | Nga          | Phiên bản AK-101 nòng ngắn | 5,45x39                                | 711                                      | 510                      | 3,1                                 | 700-830                                           | 789                | 805                   |
| AK-103          | Nga          | Phiên bản xuất khẩu | 7,62x39                                | 724                                      | 600                      | 3,1                                 | 650                                               | 1034               | 800                   |
| AK-104          | Nga          | Phiên bản AK-103 nòng ngắn | 7,62x39                                | 711                                      | 599                      | 2                                   | 650                                               | 1002               | 805                   |
| AK-105          | Nga          | Phiên bản thu ngắn của AK-74 | 5,45x39                                | 693                                      | 514                      | 2,3                                 | 720                                               | 761                | 813                   |
| AK-107          | Nga          | Phiên bản kết hợp giữa AK-101 và AK-74 cùng với hệ thống lên đạn kiểu lùi tự động cân bằng (BARS) | 5,45x39                                | 770                                      | 519                      | 2,1                                 | 750-900                                           | 819                | 813                   |
| AK-108          | Nga          | Phiên bản AK-107 dùng cỡ đạn của NATO | 5,56x45 NATO                           | 860                                      | 700                      | 1,8                                 | 759-899                                           | 993                | 830                   |
| AK-12           | Nga          | Phiên bản mới nhất của dòng súng AK | 5,56x45 NATO                           | 900                                      | 731                      | 1,7                                 | 720                                               | 963                | 900                   |
| AK-15           | Nga          | Được Tập đoàn Kalashnikov phát triển theo chương trình "Ratnik" và nó được lên kế hoạch thay thế súng trường tấn công AK-103 | 7,62x51 NATO                           | 925                                      | 790                      | 2,8                                 | 650-889                                           | 1120               | 999                   |
| AEK-971         | Nga          | Biến thể do Sergey Koksharov thiết kế | 5,45x39                                | 931                                      | 760                      | 4,2                                 | 900                                               | 892                | 890                   |
| AN-94           | Nga          | Biến thể do Gennadiy Nikonov thiết kế | 5,45x39                                | 943                                      | 405                      | 3,15                                | 600 (chế độ bắn tự động) 1800 (chế độ bắn 2 viên) | 891                | 800                   |
| Súng trường STV | Việt Nam     | Sản xuất tại Việt Nam bởi Nhà máy Z111 và tất cả các mẫu đều sử dụng cỡ đạn 7,62×39mm. Tính đến năm 2021, các mẫu súng trường STV-215 và STV-380 được phê chuẩn là súng trường tiêu chuẩn được cấp phát cho Quân đội nhân dân Việt Nam. | 7,62x39                                |                                          | 380                      | 30 viên                             |                                                   |                    | 700                   |
| STL-1A          | Việt Nam     | Được phát triển dựa trên các quan điểm cải tiến súng AK-103, có tham khảo kinh nghiệm trong quá trình sản xuất và vận hành súng Galil ACE.                                                                                              | 7,62x39                                | 940                                      | 415                      | 30 viên                             | 600                                               | 800                | 715                   |

## Mô tả cấu tạo, tính năng, thông số kỹ thuật

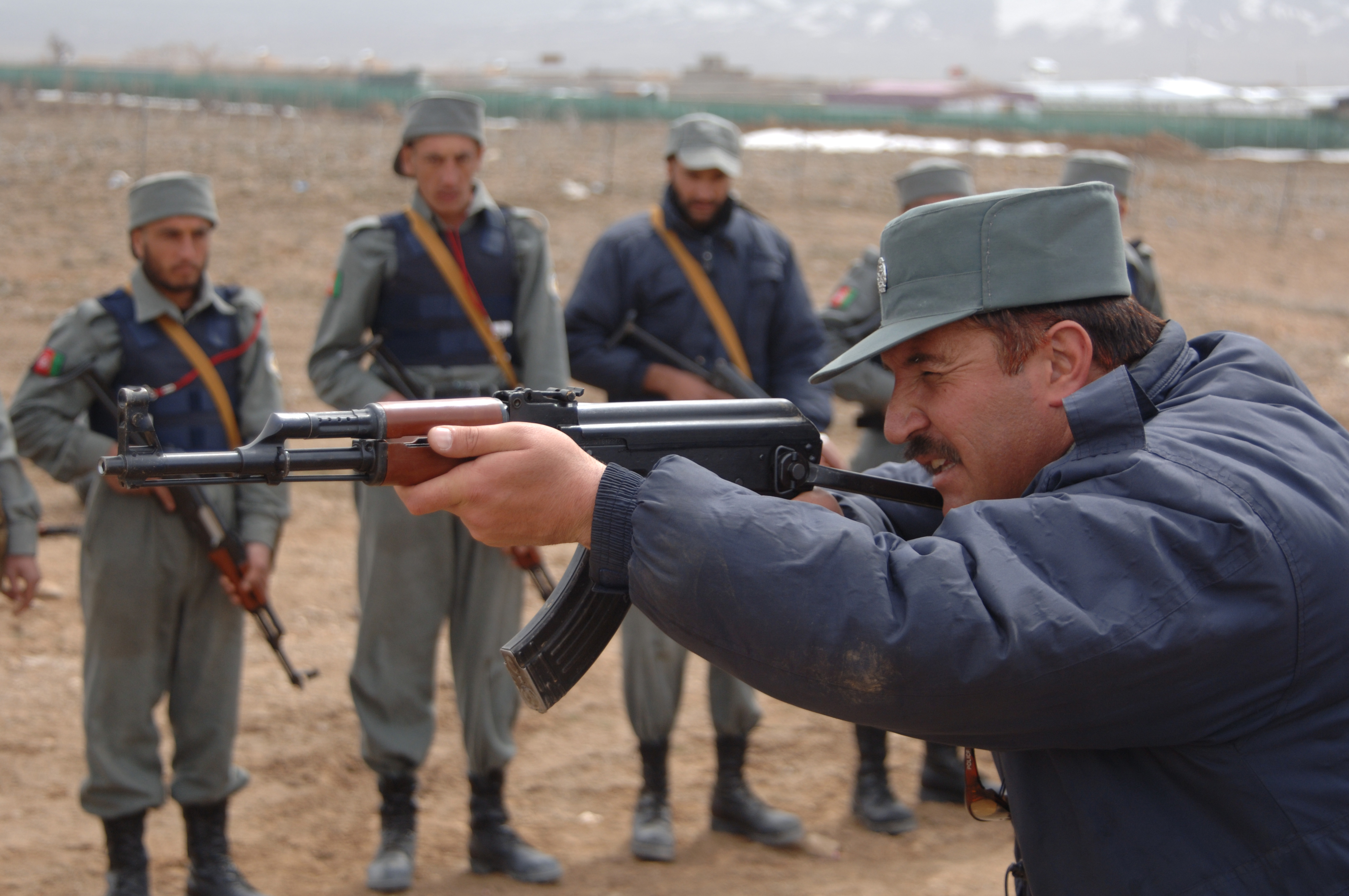
Một sĩ quan huấn luyện của lực lượng cảnh sát quốc gia Afghanistan với khẩu AKS (phiên bản AK báng xếp) trong tay.

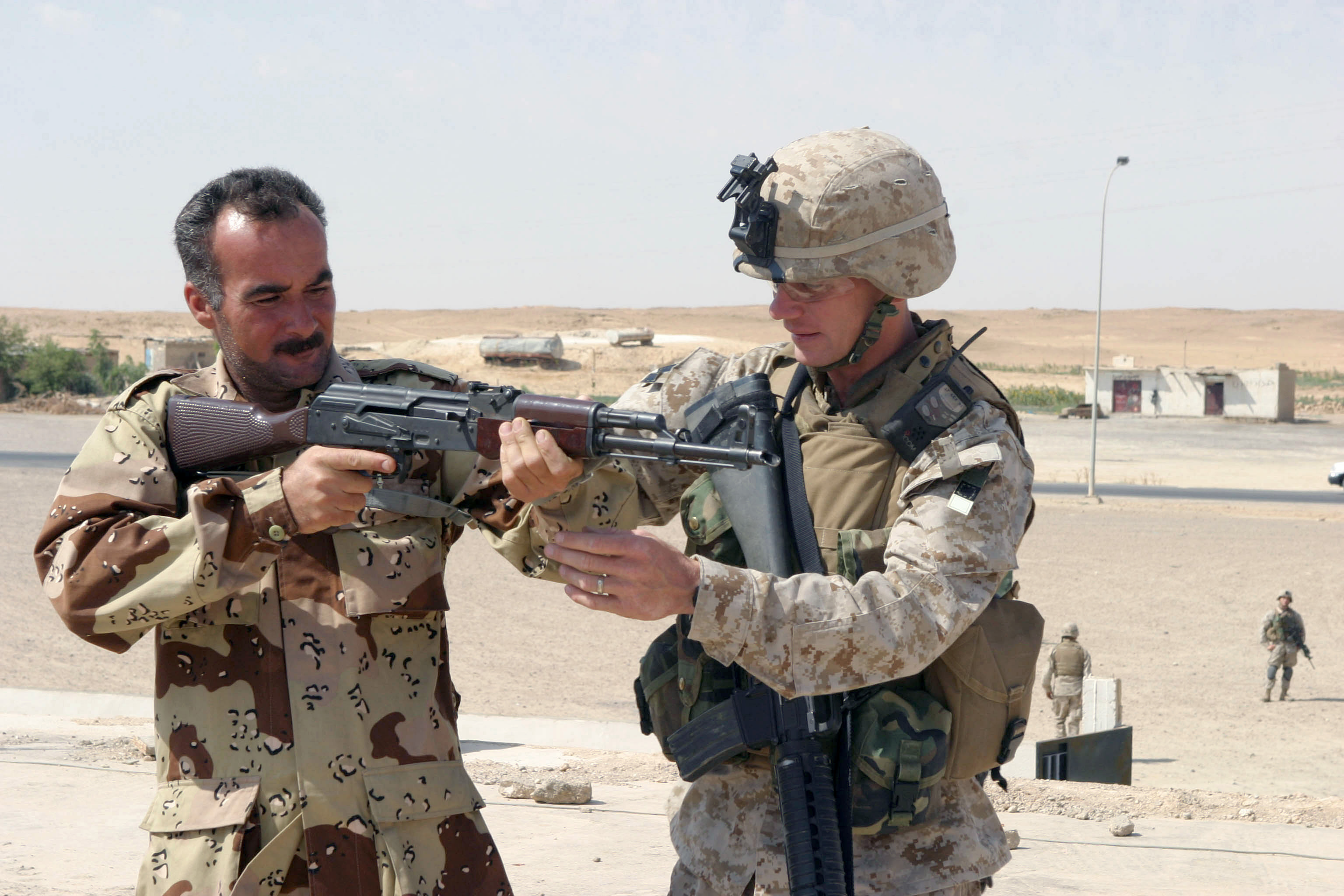
Một binh sĩ thủy quân lục chiến Hoa Kỳ đang dạy một binh sĩ lực lượng Phòng vệ Iraq cách sử dụng khẩu MPi-KM do Đông Đức sản xuất.

Ưu điểm chính của AK-47 chính là thiết kế đơn giản, kích thước nhỏ gọn và dễ sản xuất đại trà. Khẩu súng có chi phí sản xuất thấp, dễ lau chùi và bảo trì, đồng thời độ bền và độ tin cậy cao của nó đã trở thành huyền thoại.
Khẩu AK-47 ban đầu được thiết kế sao cho nó dễ dàng được sử dụng và sửa chữa bởi các binh sĩ Liên Xô đóng quân ở vùng Bắc Cực - đôi bàn tay phải mang những chiếc găng tay chống rét. AK có piston trích khí lớn, độ rơ rộng giữa các bộ phận chuyển động, ngay cả trong trường hợp các chuẩn mực chế tạo bị giảm so với thiết kế vẫn cho phép súng có thể chịu đựng được một lượng lớn tạp chất khi không có điều kiện bảo dưỡng định kỳ. Điều này làm cho độ chính xác trở nên thấp hơn, độ tản mát của các phát bắn trở nên cao hơn, nhưng thực ra vấn đề này không cần phải quan tâm, bởi AK-47 chuyên dùng để tấn công các mục tiêu cự ly dưới 400 mét bằng các loạt bắn liên thanh, ở cự ly này thì độ tản mát vài cm của các loạt đạn cũng chẳng gây ảnh hưởng đến khả năng bắn trúng mục tiêu. Đây là ảnh hưởng của học thuyết bộ binh Liên Xô trong thời gian đó, khi những súng trường tấn công được coi là một phần của sự tập trung hỏa lực bộ binh tầm gần chứ không phải độ chính xác ở tầm xa (nhiệm vụ bắn chính xác ở tầm xa đã có trung liên RPK, đại liên PK và súng bắn tỉa SVD Dragunov). Tuổi thọ của khẩu AK-47 dao động từ 20 đến 40 năm tùy theo môi trường sử dụng và công việc bảo trì vũ khí có thường xuyên hay không.

### Một số đặc điểm cấu tạo
- Các đặc điểm chính:

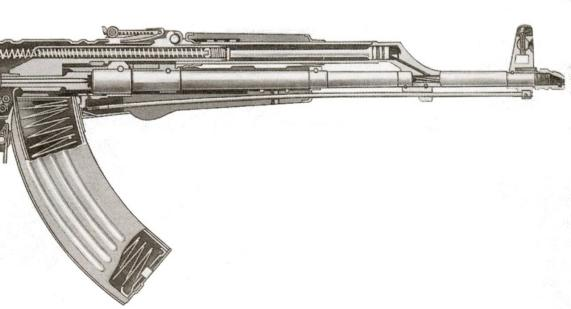
Cơ chế trích khí và nạp đạn của AK-47.

- Rãnh xoắn: 4 rãnh, bước xoắn: 235 mm
- Thước ngắm nằm ở phía đầu hộp khóa nòng (một số biến thể bố trí cuối hộp khóa nòng), có thể điều chỉnh dễ dàng bằng con chạy; được đúc liền với vai ngắm phía sau. Trên vai ngắm xẻ một khe ngắm hình chữ V ở chính giữa.
- Đầu ruổi chỉ thị điểm ngắm có hai vách bảo vệ, có thể vặn vít lên cao, xuống thấp để hiệu chỉnh chi tiết về tầm bắn khi bắn chỉnh súng. Đầu ruồi được đặt trên một bệ đầu có chốt ngang dùng để chỉnh hướng. Khi đã chỉnh đúng hướng bắn, chốt này được cố định.
- Lỗ trích khí ngang 1/3 nòng súng tính từ ngoài vào
- Hệ thống thoi đẩy (pít-tông) liền khối với khóa nòng.
- Búa đập quay, có lẫy hãm để bắn từng viên.
- Thoi móc đạn kiểu rãnh xoay có tác dụng kéo vỏ đạn khỏi buồng đạn. Khi khóa nòng bị lực của khí trích đẩy lùi hoặc người bắn dùng tay kéo khóa nòng lùi, móc đạn vừa xoay vừa kéo vỏ đạn ra, lực kéo phân chia đều và xoay quanh vành vỏ đạn. So với cơ chế kéo thẳng vào vành vỏ đạn tại một điểm ở một số loại súng, cách xoay kéo vỏ đạn này làm giảm tối đa hiện tượng tắc đạn do không hất được vỏ đạn ra khỏi buồng đạn.

### Tính năng
Tốc độ bắn lý thuyết: 600 phát/phút

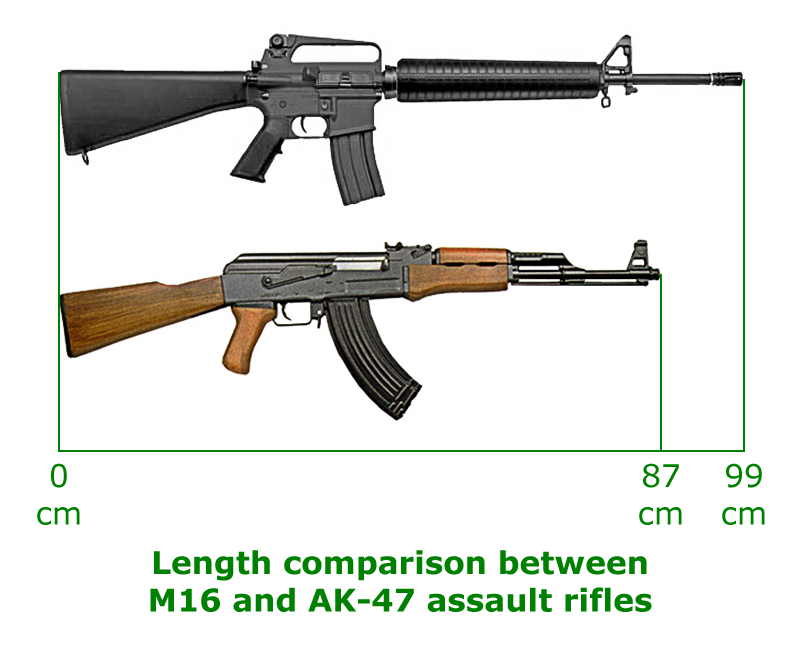
So sánh chiều dài giữa AK-47 (dưới) và M16A2 (trên)

Tốc độ bắn trong chiến đấu: 40 phát/phút khi bắn phát một và 100 phát/phút khi bắn liên thanh.
Chế độ điểm xạ 2 phát liên tiếp:
Do cấu tạo của súng không có chế độ điểm xạ 3 phát liên tiếp như M16 hoặc AR-15, nhưng do nhịp bắn chậm hơn hai loại súng này nên xạ thủ có thể tập luyện việc bóp cò, nhả cò đúng lúc để hai viên đạn liên tiếp được bắn ra. Phương pháp này được nhiều xạ thủ giỏi của Quân đội nhân dân Việt Nam sử dụng lần đầu trong Chiến tranh Việt Nam, hiện nay đang được sử dụng khá phổ biến trên thế giới mà không phụ thuộc vào tính năng của súng. Một xạ thủ cấp I có thể bắn điểm xạ hai viên AK-47 trúng bia số 7 ở khoảng cách 100 m với hai điểm chạm chỉ cách nhau 10 đến 15 cm.
Tầm bắn hiệu quả:
- Chế độ bắn phát một: 800 m [39]
- Chế độ bắn liên thanh: 400 m (góc tà bằng 0 hoặc góc tà dương không quá 10 độ); 200 m (góc tà âm không quá 15 độ), có độ chụm cao nhất ở 300 m với góc tà bằng 0.

Trong thực tế thì loại súng này thường được đặt thước ngắm ở cự ly 300m tương ứng với tầm bắn thẳng và xạ thủ tự chỉnh đường ngắm đúng lên trên hoặc xuống dưới so với mục tiêu tùy theo mục tiêu ở trong hay ngoài khoảng cách này. Những xạ thủ giỏi thường cảm nhận được mức độ nảy lên của nòng súng khi điểm hỏa để điều chỉnh lực giữ súng trên ốp che tay cho phù hợp, bảo đảm loạt đạn bắn ra có độ tản mát nhỏ nhất.

## Sự phổ biến

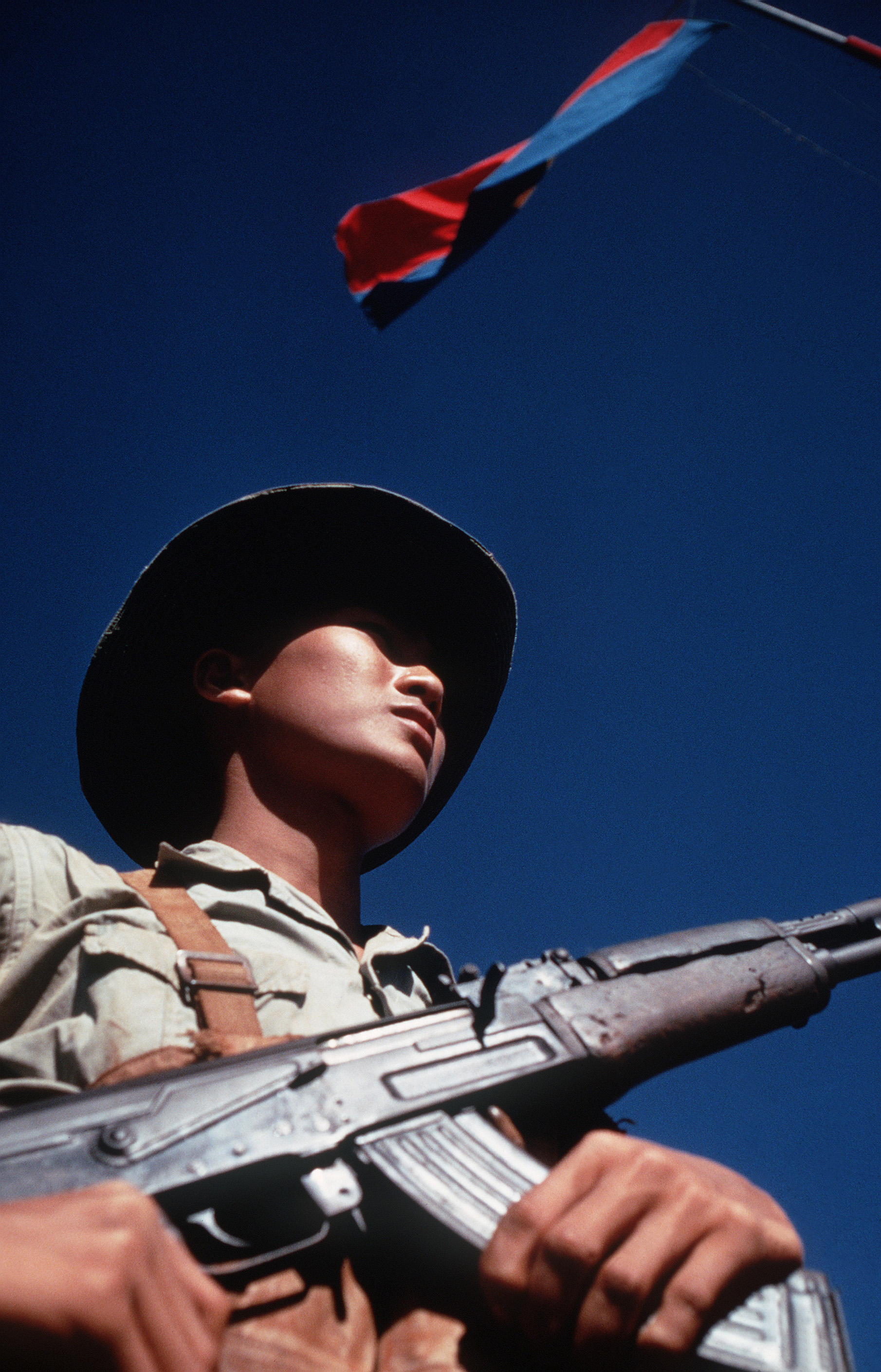
Một chiến sĩ Quân Giải phóng miền Nam Việt Nam với khẩu AK-47 trong tay

Trong thời kỳ Chiến tranh lạnh, các quốc gia Liên Xô, CHND Trung Hoa, Hoa Kỳ đã cung cấp và viện trợ hàng loạt vũ khí cũng như các công nghệ quân sự cho các tổ chức và quốc gia đồng minh với mình. Lúc đó, các loại súng sử dụng trong quân đội Hoa Kỳ như M14, M16 rất đắt tiền, vì vậy Hoa Kỳ chủ yếu viện trợ các vũ khí dư thừa thuộc thế hệ cũ hơn cho các đồng minh. Trong khi đó, chi phí sản xuất thấp của súng AK khiến cho Liên Xô có thể chế tạo vũ khí này với số lượng rất lớn và cung cấp cho các đồng minh của họ thay cho các vũ khí thừa thuộc thế hệ cũ. Kết quả là trong thời kỳ Chiến tranh lạnh, khẩu AK được Liên Xô và Trung Hoa viện trợ với số lượng lớn (thậm chí là cho không) đến các quốc gia và tổ chức đồng minh cộng sản của họ, ví dụ như Quân đội Nhân dân Việt Nam và Quân Giải phóng miền Nam ở Việt Nam, Mặt trận Dân tộc Giải phóng Sandinista ở Nicaragua. Những khẩu súng AK đã có mặt trong quân đội của hơn 60 quốc gia và hàng trăm tổ chức bán quân sự khác.
Sau nhiều lần hoàn thiện, AK-47 được sử dụng rộng rãi trong các cuộc chiến tranh. Trong toàn bộ thời kỳ chiến tranh lạnh và trong các cuộc xung đột lớn nhỏ trên toàn cầu hiện nay, AK-47 vẫn là loại súng phổ biến nhất thế giới, được rất nhiều lực lượng quân đội, các lực lượng vũ trang của trên thế giới cho đến các tổ chức tội phạm, tổ chức khủng bố sử dụng vì tính năng độ tin cậy rất cao trong điều kiện chiến đấu không tiêu chuẩn. Thậm chí, khi vớt khỏi bùn, chỉ cần tháo ra, dùng nước rửa sạch các bộ phận, lắp ráp lại là có thể bắn được. Các nguyên vật liệu để chế tạo súng tương đối phổ cập, chủ yếu là thép và gỗ. Trong điều kiện công nghệ phát triển không cao nhưng nhiều nước đang phát triển và cả một số nước kém phát triển cũng đã chế tạo được khẩu súng này với giá thành rẻ. Theo số liệu của nhà kinh tế Phillip Killicoat, Đại học Oxford, Anh, giá trung bình của một khẩu AK-47 bán vào năm 2005 là 534 USD. Trong khi đó, riêng ở châu Phi, súng AK-47 được bán với giá rẻ hơn khoảng 200 USD (chỉ bằng 1/8 so với giá của 1 khẩu M-16), các khẩu АК có nguồn gốc trôi nổi có thể còn rẻ hơn nữa.
Do cấu tạo không quá phức tạp, dễ tháo lắp, chỉ cần một số dụng cụ cơ khí đơn giản (búa, kìm, đột, tống chốt, giũa, chổi con sâu), xạ thủ có thể bảo dưỡng và sửa chữa nhỏ dễ dàng. Các bộ phận phụ: ốp che tay, báng, tay nắm bóp cò đều làm bằng gỗ nên rất dễ tự chế theo mẫu. AK có thể chịu được tuyết, bùn, băng giá, nước, cát bụi; rất phù hợp với những chiến trường có điều kiện tự nhiên khắc nghiệt.. Ở Việt Nam, AK-47 được Quân đội Nhân dân Việt Nam và Quân Giải phóng miền Nam sử dụng liên tục và phổ biến trong Chiến tranh Việt Nam từ giữa thập niên 1960 cho đến hiện tại với số lượng hàng triệu khẩu.
Tính đến giữa năm 2012, thì nhu cầu về súng AK-47 trên thị trường thế giới vẫn rất lớn với hơn 100 triệu khẩu đã được chế tạo trên khắp thế giới. Ngay cả dân Hoa Kỳ cũng đổ xô đi mua và sưu tầm súng AK-47 với số lượng tương đương số lượng mà lực lượng quân đội và cảnh sát Nga sở hữu và được đánh giá là "chất lượng và tính linh hoạt vượt xa bất cứ thứ gì khác trên thị trường". Đến nay, mỗi khi ra chiến trường thì lính Mỹ luôn mang theo băng đạn AK để sẵn sàng cho việc khi khẩu M4 Carbine của họ hết đạn thì họ sẽ nhặt AK của phiến quân khủng bố lên sử dụng tiếp.

### Các quốc gia sản xuất AK ngoài Liên Xô
Danh sách này chỉ tính các quốc gia sản xuất AK-47 chỉ với mục đích cung cấp cho quân đội. Tất nhiên AK-47 còn được sản xuất ở những nơi khác và mục đích khác. Một phiên bản AKM nâng cấp vẫn còn được sản xuất ở Nga.
| Quốc gia          | Các biến thể |
| ----------------- | --- |
| Albania           | Automatiku Shqiptar tipi 1982 (ASH-82) Súng trường tự động do Albania sản xuất năm 1982 (Bản sao nguyên mẫu của K-56, một trong những phiên bản của AK-47 Liên Xô) |
| Albania           | Tip C (Kiểu C) Súng trường bắn tỉa |
| Ấn Độ             | AK-47 |
| Ai Cập            | AK-47, AKM, Maadi (tên do Ai Cập đặt) |
| Ba Lan            | pmK/kbk AK (tên viết tắt được chuyển đổi từ pmK - nghĩa là "súng tiểu liên Kałasznikowa", Kalashnikov SMG trở thành kbk AK - "karabinek AK" nghĩa là súng cạc-bin Kalashnikov ra đời giữa những năm 1960) (AK-47), kbkg wz. 1960, kbk AKM (mẫu АКM), kbk AKMS (mẫu АКMS), kbk wz. 1988 Tantal dựa trên kiểu kbk АКMS wz. 81 sử dụng đạn 7.62 mm, kbs wz. 1996 Beryl |
| Bulgaria          | AKK (AK-47 kiểu 3), AKKS (Kiểu 3 với báng gấp bên cạnh) |
| Bulgaria          | AKKMS (AKMS) AKKN-47 (dùng cho lính đặc công, biệt kích đánh đêm) |
| Bulgaria          | AK-47M1 (Kiểu thứ 3 với báng, ốp bằng hỗn hợp gỗ nhựa ép màu đen) |
| Bulgaria          | AK-47MA1/AR-M1 (Tương tự loại M1, nhưng dùng đạn 5.56 mm NATO) |
| Bulgaria          | AKS-47M1 (AKMS dùng đạn 5.56 NATO), AKS-47MA1 (tương tự AKS-47M1, nhưng chỉ có chế độ bán tự động) |
| Bulgaria          | AKS-47S (AK-47M1, phiên bản nòng ngắn, với báng xếp kiểu Đông Đức, có đèn laser chỉ thị mục tiêu) |
| Bulgaria          | AKS-47UF (Phiên bản nòng ngắn của -M1, báng xếp kiểu Nga), AR-SF (tương tự kiểu -47UF, nhưng dùng đạn 5.56 mm NATO) |
| Bulgaria          | AKS-93SM6 (Giống như -47M1, không có súng phóng lựu kèm theo) |
| Bulgaria          | RKKS, AKT-47 (dùng để huấn luyện) |
| Đông Đức          | MPi-K (AK-47), MPi-KS (AKS), MPi-KM (AKM), MPi-KMS-72 (AKMS). Riêng kiểu KK-MPi kiểu 69 (dùng để huấn luyện xạ thủ bắn tỉa); |
| Hungary           | AK-63D/E (AMM/AMMSz), AKM-63, AMD-65, AMD-65M, AMP, NGM 5.56 |
| Iraq              | Súng trường bắn tỉa Tabuk, Súng trường tự động Tabuk (từ mẫu AKM/AKMS), Súng trường tự động nòng ngắn Tabuk (tên do Iraq đặt) |
| Iran              | KLS (AK-47), KLF (AKS), KLT (AKMS) |
| Israel            | IMI Galil, Galil ACE, Galil ARM |
| Nam Tư            | M64 (AK-47 với nòng dài), M64A (có gắn súng phóng lựu), M64B (kiểu M64 với báng xếp), M66, M70, M70A, M70B1, M70AB2 |
| Nigeria           | OBJ-006 |
| Pakistan          | Sao chép từ đối thủ bằng thủ công và cơ khí tại các bộ lạc bán tự trị của Pakistan |
| Phần Lan          | RK 62, RK 95 TP |
| România           | PM md. 63 (mẫu AKM), PM md. 65 (mẫu AKMS), PM md. 90 (mẫu AKMS), sản xuất để xuất khẩu với tên gọi AIM hay AIMS |
| România           | PA md. 86 (mẫu AK-74), phiên bản xuất khẩu AIMS-74 |
| România           | PM md. 90 nòng ngắn (mẫu AK-104), PA md. 86 nòng ngắn (mẫu AK-105) phiên bản xuất khẩu có tên AIMR |
| Serbia            | Zastava M76, M77, M92, M21 |
| Sudan             | MAZ, dựa trên mẫu K-56 |
| CHDCND Triều Tiên | Kiểu 58A (Kiểu thứ ba của AK-47), Kiểu 58B (toàn bộ bằng thép với báng xếp), Kiểu 68A (mẫu AKM-47) Kiểu 68B (mẫu AKMS) |
| Trung Quốc        | K-56 (với lưỡi lê ba cạnh gập dưới nòng súng), K-56 I (với báng xếp dưới), K-56 II (với báng xếp ngang) |
| Venezuela         | Nhà máy đang được xây dựng sẽ sản xuất theo giấy phép của Nga |
| Việt Nam          | STV-380, STV-215, STV-410, STV-416, STV-022, STL-1A, STL-1B |

#### Bản quyền
Nga lâu nay luôn khẳng định rằng một lượng lớn súng AK-47 được sản xuất mà không được cấp phép từ Izmash. Vì vậy, trên lý thuyết, việc những xưởng sản xuất khác ngoài Izhevsk tự tiện sản xuất AK được xem như là bất hợp pháp. Tuy nhiên, hiện nay gần một triệu khẩu AK-47 đã được sản xuất trái phép mỗi năm.

#### Việc buôn bán trái phép các khẩu súng AK

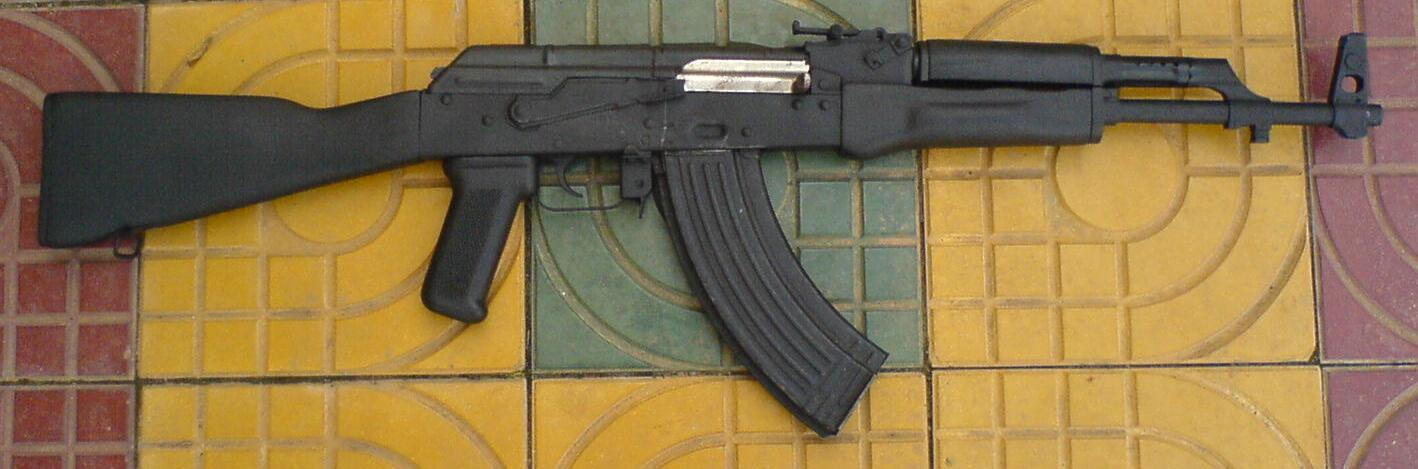
Một khẩu súng AKM với phụ tùng màu đen của Campuchia.

Khẩu AK và các biến thể của nó là một trong những vũ khí cầm tay thịnh hành nhất trong thị trường chợ đen trên toàn thế giới, nó đã được bán trái phép cho các chính quyền, các phiến quân, các tổ chức tội phạm và các cá nhân với sự giám sát rất lỏng lẻo. Ở một số quốc gia, giá của khấu AK rất rẻ; tại Pakistan, Somalia, Rwanda, Mozambique, CHDC Congo và Ethiopia, giá cả dao động từ 30 đến 125 USD mỗi khẩu và càng ngày càng thấp trong những thập niên gần đây do vô số các sản phẩm nhái của khẩu AK gốc đã được sản xuất. Khi Moisés Naím khảo sát một thị trấn nhỏ của Kenya năm 1986, một khẩu AK-47 có giá bằng 15 con bò nhưng vào năm 2005 giá giảm xuống chỉ còn 4 con bò, việc này có nghĩa là nguồn cung cấp súng AK rất phong phú. AK-47 đã xuất hiện trong các cuộc xung đột vũ trang tại bán đảo Balkan, tại Iraq, Afghanistan và Somalia.
Tổ chức Ngân hàng Thế giới đã ước tính: trong số 500 triệu vũ khí cầm tay được lưu hành trên thế giới, có đến 100 triệu là các vũ khí thuộc họ Kalashnikov, và 75 triệu là các khẩu AK-47. Vì được sử dụng quá rộng rãi nên thương vong do AK-47 gây ra cũng vượt xa các loại vũ khí khác. Người ta ước tính rằng số thương vong do súng trường AK-47 gây ra nhiều hơn số người chết do các loại pháo binh, không kích và rocket cộng lại. Mỗi năm có khoảng 1 triệu người chết do trúng đạn từ súng trường Kalashnikov với nhiều lý do và nguyên nhân khác nhau.
Trong một hội nghị của Liên Hợp Quốc về việc giải quyết những vấn nạn gây ra bởi các vũ khí được buôn bán trái phép vào năm 2006, Mikhail Kalashnikov nói rằng ông đánh giá cao vai trò của súng AK-47 trong lĩnh vực quốc phòng, nhưng việc những sản phẩm nhái lại khẩu AK, việc những kẻ buôn lậu lợi dụng thương hiệu Kalashnikov để bán loại súng này cho các thành phần khủng bố và những kẻ tội phạm đã khiến ông rất tức giận.

### Ảnh hưởng của AK-47 trong văn hóa

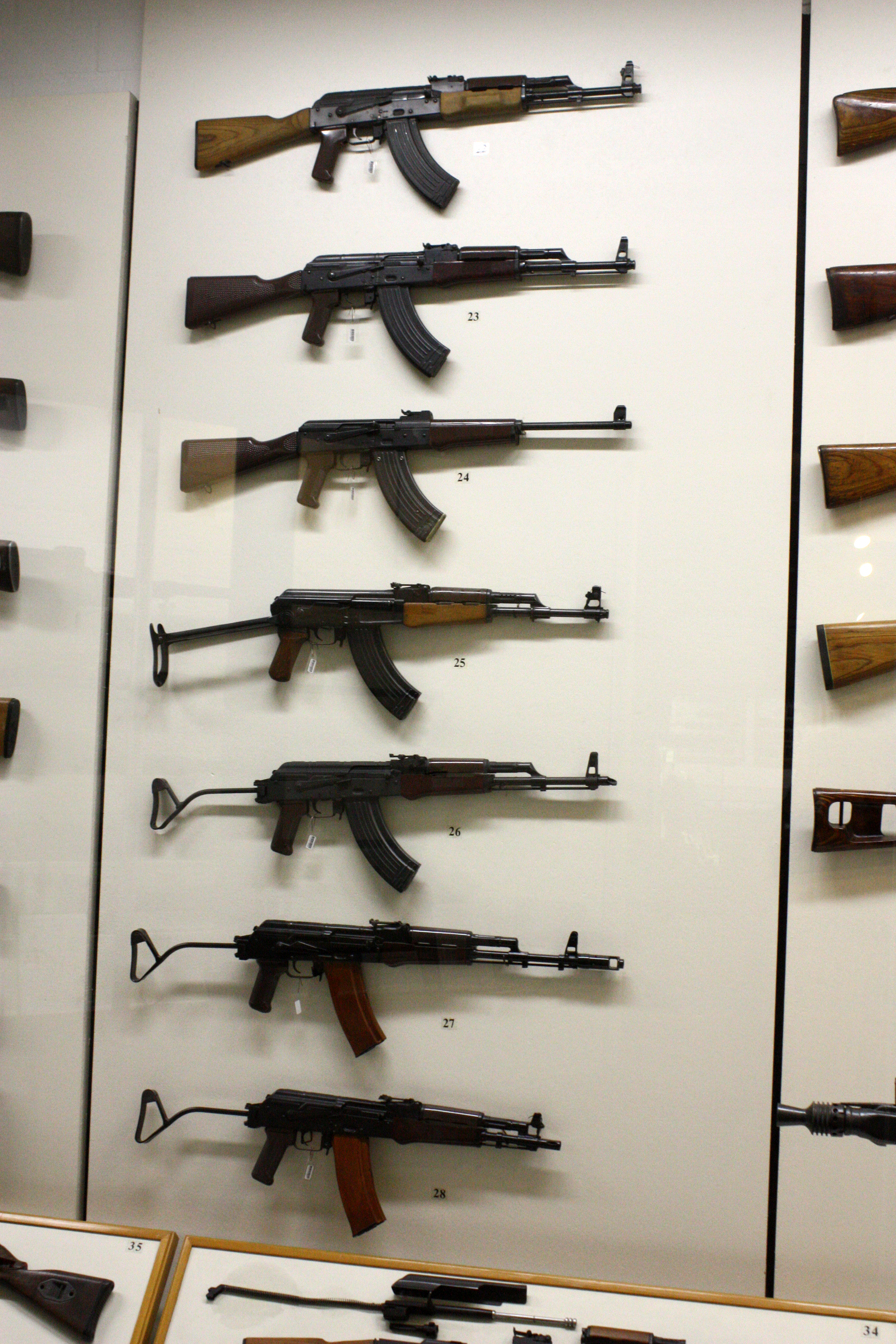
Các mẫu súng tiểu liên AK do Đông Đức sản xuất trưng bày tại Bảo tàng Tăng Munster. Từ trên xuống: MPi-K 7.62 mm, MPi-KM 72 7.62 mm, MPi 69 7.62 mm, MPi-KMS (bản báng gấp của MPi-K), MPi-KmS 72 (bản báng gấp của MPi-KM 72), MPi-AKS 74 5.45 mm, MPi-AKS 74NK 5.45 mm

Biểu tượng của một số quốc gia và một số tổ chức sử dụng hình dạng của khẩu AK-47 như một yếu tố hình tượng bên cạnh các yếu tố hình tượng khác. Hình ảnh của khẩu AK-47 đã xuất hiện trong Quốc kỳ và quốc huy của Mozambique, một sự thừa nhận rằng các nhà lãnh đạo của các quốc gia này giành được quyền lực phần nào nhờ vào việc sử dụng hiệu quả các khẩu AK-47. AK-47 cũng xuất hiện trên quốc huy Zimbabwe và Đông Timor, quốc huy của Burkina Faso những năm 1984-1997, cờ của tổ chức Hezbollah, và biểu trưng của lực lượng Vệ binh Cách mạng Hồi giáo Iran.

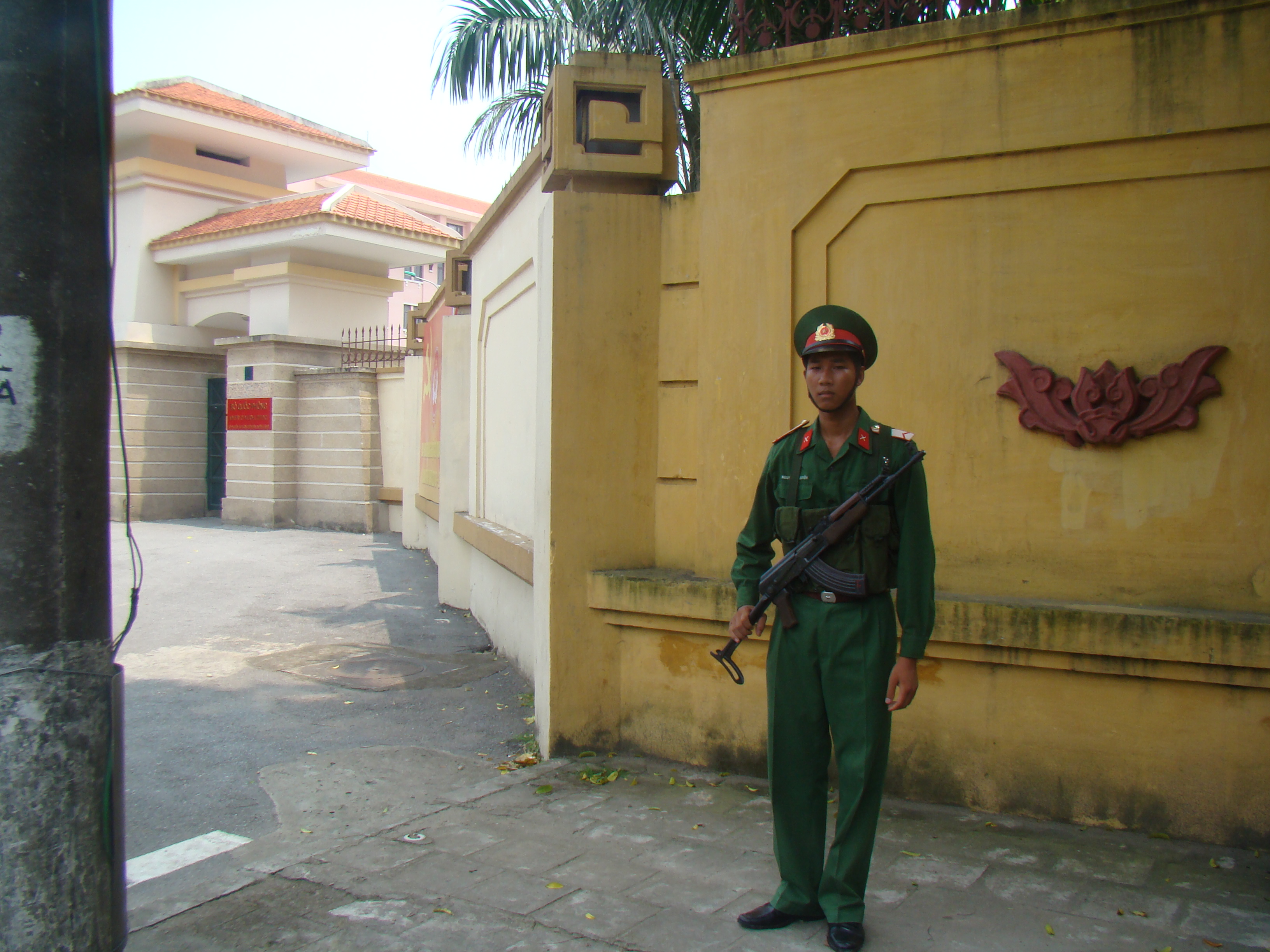
Một người lính của Quân đội Nhân dân Việt Nam đang đứng gác tại trụ sở Bộ Quốc phòng Việt Nam với khẩu AK-47 báng xếp trên tay (phiên bản АKS-47)

Vào năm 2006, nhạc sĩ kiêm nhà hoạt động hòa bình người Colombia César López đã chế tạo một nhạc cụ mang tên escopetarra, thực chất đây là một chiếc đàn ghi-ta được làm từ một khẩu súng AK. Một cây đàn như thế này đã được bán với giá 17,000 USD trong một buổi gây quỹ từ thiện nhằm giúp đỡ những nạn nhân của mìn. Một cây đàn khác đã được trưng bày tại Hội nghị giải trừ quân bị của Liên Hợp Quốc.

## Các quốc gia sử dụng

Bản đồ các quốc gia sử dụng AK-47 (các quốc gia sử dụng biến thể và phiên bản hiện đại hóa được tô màu cam và tím)

- Afghanistan[58]
- Albania[59]
- Algérie[59]
- Angola[59]
- Armenia[59]
- Azerbaijan[59]
- Bangladesh[59]
- Belarus[59]
- Bénin[59]
- Bosna và Hercegovina[59]
- Botswana[60]
- Bulgaria[59]
- Burkina Faso[61][62]
- Burundi[63][64]
- Campuchia[59]
- Cabo Verde[59]
- Cộng hòa Trung Phi[59]
- Tchad[59]
- Chile[65]
- Trung Quốc − Phiên bảnType 56.[66]
- Comoros[59]
- Cộng hòa Congo[59]
- Cuba[59]
- Cộng hòa Dân chủ Congo[59]
- Djibouti[67]
- Ai Cập[59]
- Guinea Xích Đạo[59]
- Eritrea[59]
- Ethiopia[59]
- Phần Lan[68]
- Gabon[59]
- Gruzia[59]
- Hy Lạp[69][70]
- Guinée[59]
- Guiné-Bissau[59]
- Guyana[59]
- Hungary[59]
- Ấn Độ[59][71]
- Indonesia[72]
- Iran[59]
- Iraq[58][59]
- Israel[73]
- Kazakhstan[59]
- Kyrgyzstan[59]
- Lào[59]
- Liban[59]
- Lesotho[59]
- Liberia[59]
- Libya[59]
- Madagascar[59]
- Mali[59]
- Moldova[59]
- Mông Cổ[59]
- Maroc[59]
- Mozambique[59]
- Namibia[74]
- Nicaragua[75]
- CHDCND Triều Tiên − Phiên bản Type 58[59]
- Bắc Macedonia[59][76]
- Pakistan[77]
- Perú[59]
- Qatar[59]
- România[59]
- São Tomé và Príncipe[59]
- Ả Rập Xê Út[78]
- Serbia[59]
- Seychelles[59]
- Sierra Leone[59]
- Somalia[59]
- Sudan[59]
- Suriname[59]
- Syria[59]
- Tajikistan[59]
- Tanzania[59]
- Thái Lan[79]
- Togo[59]
- Thổ Nhĩ Kỳ[59]
- Turkmenistan[59]
- Ukraina[59]
- United States[80][81]
- Uzbekistan[59]
- Việt Nam[66]
- Yemen[59]
- Zambia[59]
- Zimbabwe[59]

#### Biểu tượng của quốc gia có hình khẩu AK-47

Quốc kỳ của CHDCND Mozambique
Quốc huy Mozambique
Quốc huy của CHDC Đông Timor
Quốc huy của CHND Zimbabwe
Quốc huy của Burkina Faso trong giai đoạn 1984-1997

### Vũ khí dòng AK
- AK-12
- AK-74
- AK-101
- AK-103
- AK-105
- AK-107/108

### Khác
- Danh sách vũ khí chịu ảnh hưởng từ thiết kế của Kalashnikov